# Kościół Świętego Stanisława Biskupa i Męczennika w Rzgowie
Kościół Świętego Stanisława Biskupa i Męczennika – rzymskokatolicki kościół parafialny znajdujący się w mieście Rzgów, w województwie łódzkim. Należy do dekanatu tuszyńskiego archidiecezji łódzkiej. Jedyny rejestrowany zabytek miejscowości.

## Historia budowy i architektura
Jest to budowla murowana, wzniesiona z cegły i kamienia polnego w 1630 roku i ufundowana przez kapitułę krakowską. W latach 1949–1952 świątynia została gruntownie odnowiona. Kościół reprezentuje styl późnorenesansowy, jest orientowany i składa się z jednej nawy. We wnętrzu znajduje się bogata późnorenesansowa dekoracja stiukowa sklepień.

## Wyposażenie
We wnętrzu znajdują się: ołtarz główny w stylu barokowym, posiadający rzeźbiony krucyfiks z XVIII stulecia, 5 ołtarzy bocznych z przełomu XVII i XVIII stulecia, posiadających obrazy: Świętej Trójcy, Najświętszego serca Pana Jezusa, Matki Bożej Częstochowskiej, św. Mikołaja, św. Antoniego, św. Rocha. Ambona pochodzi z połowy XVIII stulecia, stalle pochodzą z początku XVIII stulecia, organy pochodzą z końca XIX stulecia, świątynia posiada 3 dzwony.
W wieży barokowy portal.Chór muzyczny nadwieszony na kroksztynach.Sklepienie kolebkowe z lunetami.